# جبل ميطان
مَيْطَانُ، بفتح أوَّله وسكون ثانيه، وطاء مهملة، وألف ونون: ونطقه اليوم ماطان جبل أحمر معروف من جبال المدينة مقابل شَوْرَان، به ماء يقال لها: ضعة، وليس به نباتٌ، وقد كان يسكن حوله قبيلة مزينة الحربية وسُليم. ويقع شرقي بني قريضة وبحذائه جبل يقال له سلع وجبال شواهق يقال لهاء الحلاء واحدها حلاة
قال معن بن أوس المُزني وكان طلَّق امرأته ثمَّ ندم:
كأنْ لم يكنْ يا أُمَّ حِقَّةَ قبل ذا بميطان مُصْطافٌّ لنا ومَرابعُ
وإذ نحنُ في غضِّ الشَّبابِ وقد عسا بنا الآن إلا أن يُعَوِّضَ جازعُ
فقد أنكَرتْه أُمُّ حِقَّةَ حادثاً وأنكرَها ما شئتَ والحبُّ جارعُ
ولو آذنتنا أُمُّ حِقَّةَ إذ بنا شَبابٌ وإذ لَمَّا تَرُعنا الرَّوائعُ===
لقلنا لها: بِيني-كَلَيْلى-حميدةً كذاك بلا ذَمٍّ، تُردُّ الودائعُ
وقال حسان بن ثابت :
إلا ياسعد سعد بني معاذ ما فعلت قريظة النضير
لعمرك ان سعد بني معاذ غداة تحملوا لهو الصبور
تركتم قدركم لاشي فيها وقدر القوم فائحة تفور
وقد قال الكريم أبو حباب اقيموا قينقاع ولا تسيروا
وقد كانوا ببلدتهم ثقالا كما ثقلت بميطان الصخور